# Open Neural Network Exchange
L'intercanvi de xarxes neuronals obertes (ONNX) és un ecosistema d'intel·ligència artificial de codi obert d'empreses tecnològiques i organitzacions de recerca que estableixen estàndards oberts per representar algorismes d'aprenentatge automàtic i eines de programari per promoure la innovació i la col·laboració en el sector de la IA. ONNX està disponible a GitHub.

## Història
ONNX es va anomenar originalment Toffee i va ser desenvolupat per l'equip de PyTorch a Facebook. El setembre de 2017 va ser rebatejat per ONNX i anunciat per Facebook i Microsoft. Més tard, IBM, Huawei, Intel, AMD, Arm i Qualcomm van anunciar suport per a la iniciativa.
L'octubre de 2017, Microsoft va anunciar que afegiria el seu Cognitive Toolkit i la plataforma Project Brainwave a la iniciativa.
El novembre de 2019, ONNX va ser acceptat com a projecte de postgrau en Linux Foundation AI.
L'octubre de 2020, Zetane Systems es va convertir en membre de l'ecosistema ONNX.

## Intenció
La iniciativa té com a objectiu:

### Interoperabilitat d'infraestructures
Permet als desenvolupadors moure's més fàcilment entre infraestructures, algunes de els quals poden ser més desitjables per a fases específiques del procés de desenvolupament, com ara la formació ràpida, la flexibilitat de l'arquitectura de xarxa o la inferència en dispositius mòbils.

### Optimització compartida
Permet que els proveïdors de maquinari i altres millorin el rendiment de les xarxes neuronals artificials de diversos marcs alhora orientant-se a la representació ONNX.

## Continguts
ONNX proporciona definicions d'un model de gràfic de càlcul extensible, operadors integrats i tipus de dades estàndard, centrats en la inferència (avaluació).
Cada gràfic de flux de dades de càlcul és una llista de nodes que formen un gràfic acíclic. Els nodes tenen entrades i sortides. Cada node és una trucada a un operador. Les metadades documenten el gràfic. Els operadors integrats han d'estar disponibles a cada marc de suport ONNX.